# Julius Friedrich von Malblanc

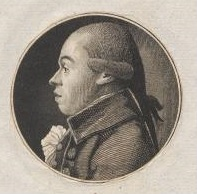
Julius Friedrich von Malblanc

Julius Friedrich Malblanc, ab 1822 von Malblanc, (* 18. Januar 1752 in Weinsberg; † 23. November 1828 in Tübingen) war ein deutscher Rechtswissenschaftler und Hochschullehrer.

## Leben
Malblanc war der Sohn des herzoglichen Oberamtmanns und Advokaten Karl Ludwig Malblanc. Er schrieb bereits für seinen Vater kleinere amtliche Schreiben. 1767 kam er an das Stuttgarter Gymnasium und 1769 an die Universität Tübingen. Dort fand er in Sixt Jacob von Kapff einen Förderer, unter dessen Vorsitz er 1773 mit der Dissertation De judiciis quae Rügegerichte vocantur zum Doktor der Rechte promoviert wurde. Anschließend ließ er sich als Rechtsanwalt in Weinsberg nieder und war neben den herzoglichen Gerichten auch an den Gerichten der umliegenden Reichsstädte und bei der Reichsritterschaft tätig.
Malblanc erhielt am 7. April 1779 unerwartet einen Ruf an die Universität Altdorf als dritter ordentlicher Professor der Rechte mit der Denomination institutionum imperialium. 1785 wurde er Rektor der Altdorfer Universität. Nachdem er mehrere Rufe an die Universität Helmstedt abgelehnt hatte, folgte er einem Ruf vom 14. Juli 1792 an die Universität Erlangen, an der er jedoch nur kurze Zeit verblieb.
Malblanc erhielt, nachdem Karl Christoph Hofacker 1793 in Tübingen verstorben war, einen Ruf an seine Heimatuniversität Tübingen als herzoglicher-württembergischer Rat und ordentlicher Professor der Pandekten. Zudem wurde er zum Mitglied des Obertribunals in Tübingen ernannt und erhielt den Titel Obertribunalrat. 1822 wurde ihm von König  Wilhelm I. das Ritterkreuz des Ordens der Württembergischen Krone verliehen. In diesem Zuge erfolgte seine Nobilitierung. Malblanc war 1797, 1803, 1809 sowie 1813/1814 Rektor der Tübinger Universität. 1828 wurde er in den Ruhestand versetzt und starb kurz darauf.

## Werke (Auswahl)
Mit Johann Christian Siebenkees gab er die Allgemeine juristische Bibliothek, herausgegeben von zweien Altorf’schen Gelehrten in Nürnberg von 1781 bis 1786 in sechs Bänden heraus. Zudem war er Mitherausgeber der Neuesten juristischen Literatur.
- Commentatio De Poenis Ab Effectibvs Defensionis Natvralis Etiam In Statv Civili Probe Distingvendis, Hessel, Altdorf 1779.
- Anleitung zur Kenntniß der deutschen Reichs- und Provinzial-Gerichts- und Kanzleyverfassung und Praxis, 4 Bände, Monath und Kußler, Altdorf und Nürnberg 1791–1795.
- Abhandlungen aus dem Reichsstädtischen Staatsrechte, Palm, Erlangen 1793.
- Principia juris romani secundum ordinem digestorum, 3 Bände, Heerbrandt, Tübingen 1801–1804.